# バトルネットワーク ロックマンエグゼ3
『バトルネットワーク ロックマンエグゼ3』（バトルネットワーク ロックマンエグゼスリー）は、2002年12月6日にカプコンから発売されたゲームボーイアドバンス専用のデータアクションRPGである。本作が発売された3ヶ月後に別バージョンである『バトルネットワーク ロックマンエグゼ3 BLACK』が発売されている。
前作『バトルネットワーク ロックマンエグゼ2』のシステムは全て引き継がれ、新しく「ナビカスタマイザー」が登場した。PETのデザインが変更され、アニメと同じになった。メニュー画面もリニューアルされている。
第6回 CESA GAME AWARDS フューチャー部門にて優秀賞を受賞。また最終作である『ロックマンエグゼ6』まで発売された時点で、ロックマンエグゼシリーズ中で最も好きな作品をカプコンからユーザーに質問した所、第1位という評価を受けている作品である。

## ストーリー
熱斗とロックマンの活躍でゴスペルは壊滅。夏休みも終わって新学期が始まり、熱斗たちは平穏な学校生活を送っていた。放課後、熱斗たちが公園でチャット会の打ち合わせをしていると、テンガロンハットをかぶった男が、最強のネットバトラーを決める「N1グランプリ」を開催すると話しかけてきた。その予選が秋原スクエアで行われているらしく、熱斗たちはすぐ参加を決意して、秋原スクエアへ向かった。

## キャラクター

### メインキャラクター
光 熱斗（ひかり ねっと）
主人公。小学5年生。勉強は苦手だが、ウイルスバスティングの腕前はピカイチ。N（ネットワーク）12年6月10日生まれのB型。
ロックマン
熱斗が父親から貰ったネットナビ。潜在能力は未知数。
桜井 メイル（さくらい  メイル）
熱斗の幼馴染。危険に飛び込んでゆく熱斗をいつも心配している。ピアノが得意。
ロール
メイルのネットナビ。パネルが無いエリアを移動できるようになる「エアシューズ」を常備している。
伊集院 炎山（いじゅういん えんざん）
小学生ながら政府公認のオフィシャルのエースネットバトラーで、日本屈指の実力を持つ。熱斗のライバル的存在。日夜ネット犯罪の解決に当たっている。オペレーション能力、カスタマイズ能力など、どれを取っても一級品と言われている。
ブルース
炎山のネットナビ。ゲームをクリアした後に戦える。
光 祐一朗（ひかり ゆういちろう）
熱斗のパパ。ネットナビの生みの親であり、ロックマンを作ったのも彼である。
光 はる香（ひかり はるか）
熱斗のママ。熱斗たちがいない間も家をしっかり守っている。料理上手。
大山 デカオ（おおやま デカオ）
熱斗のクラスのガキ大将。オペレーションの腕前は熱斗にかなわない。
ガッツマン
デカオのネットナビ。V3はプログラムアドバンスを使う。
綾小路 やいと（あやのこうじ やいと）
大企業の社長令嬢。飛び級して熱斗たちと同じクラスに在籍中。
グライド
やいとのネットナビ。やいとの世話を任されている執事のような役割をしている。
日暮 闇太郎 （ひぐれ やみたろう）
バトルチップマニア。喋るときに語尾に「〜でマス」と付けるのが特徴。チップショップ「ヒグレヤ」を経営している。
ナンバーマン
闇太郎のネットナビ。「ヒグレヤ」のロットナンバーを入力する機械の受付をしている。
白泉 たま子（しらいずみ たまこ）
よかよか村の温泉旅館「うらかわ」の隣にある土産物屋の看板娘。「うらかわ」旅館の女将の妹でもある。
メタルマン
たま子のネットナビ。彼が使う必殺技の「メタルフィスト」は床に穴を開けることができる。
荒駒 虎吉（あらごま とらきち）
アキンドシティ出身の中学1年生で関西訛りの話し方をする。N-1グランプリに出場し、熱斗と激戦を繰り広げた。最終決戦の際に熱斗に力を貸すべく炎山、デカオと共にWWWの本拠地に乗り込み熱斗のサポートに回った。一応、漢字表記もあるが一部「荒駒 トラキチ」と下の名前がカタカナの表記がある。
キングマン
虎吉のネットナビ。チェスをモチーフにした戦法が得意。今作のボスキャラ応募企画のグランプリナビ。
名人（めいじん）
スゴ腕のネットバトラー。
パンク
名人の新たなネットナビ。体を丸めて高速で攻撃する。BLACK版のみ登場。

### WWW（ワールドスリー）
Dr.ワイリー
WWW総帥。インターネット社会を激しく憎んでおり、目的のためならいかなる手段も厭わない。
『バトルネットワーク ロックマンエグゼ|ロックマンエグゼ』の最後で消息不明となっていたが、『ロックマンエグゼ2』の裏で暗躍し、ある目的のために帯広シュンを操りゴスペルの開発によりフォルテを作成することを画策、インターネットに復興の拠点を造っていた。
今作では幹部に各地にあるテトラコードを集めさせ、プロトの反乱時に科学省エリアの最深部に封印された初期型インターネット「プロト」を目覚めさせ、パルストランスミッションによりプロトの頭脳となる事でネットワーク社会を意のままに破壊しようと企んでいた。
西古 レイ（さいこ レイ）
フラッシュマンのオペレーターで元売れっ子催眠術師。催眠術の腕を買われWWWに入った。「ナビを使って催眠術をかけるのは邪道だ」と同業者から言われ、業界を追放されたことを恨んでいる。フラッシュマンの2度目のデリート後の消息は不明。
フラッシュマン
西古のネットナビ。照明器具を通じて相手に催眠術をかけることができる。ロックマンに敗北し、シャイニングブラウザクラッシャーでロックマンに攻撃し、爆散した。その後、決戦の際に復活してまたしても敗北し同じようにロックマンを道連れにしようとするが、助っ人に来たキングマンにデリートされた。
犬飼 猛雄（いぬかい たけお）
自らが団長を務めていたサーカス団が経営難で潰れてしまい、金儲けをするためWWWに入る。よかよか村の動物園の園長として潜り込み、動物たちに埋め込まれた健康管理用のICチップを介し、動物を操りパニックに陥れた。他のメンバーと違い、最終決戦には登場していない。
ワイリーの発言から、任務の失敗後WWWにより始末されたらしいが『バトルチップGP』では生存が確認されている。
ビーストマン
獣のような姿をした犬飼のネットナビ。見た目と異なり、頭が良く、相手を罠に嵌めるなど強かな面を持つ。自分のことしか考えていない人型のネットナビを極度に嫌っている。ロックマンにデリートされた。
バブルマン
自律型ネットナビ。オペレーターがいないことを理由に虐められていたことを恨んでおり、何か大きな事件を起こして自分をバカにした連中を見返すためWWWに入る。バブルウォッシュという爆弾で大量殺人未遂を行うが、ロックマンに阻止された。ロックマンに土下座したフリをして逃げようとするも現れたブルースにデリートされた。後に復活してロックマン（とブルース）に復讐を図ったが返り討ちに遭い、悪あがきをしながら爆散した。
砂山 ノボル（すなやま ノボル）
DNN（デンサンニュースネットワーク）の職員でN1グランプリを企画したディレクターにして、WWWの一員。優れたオフィシャルネットバトラーの炎山を亡き者にし、WWWの恐ろしさを全世界に知らしめようとしていた。デザートマンが倒された後に逮捕されたが脱獄した。デザートマンに2度目のデリート後の消息は不明。
デザートマン
砂山のネットナビ。体が電脳砂でできているため姿を自在に変え、ブルースに善戦するほどの強さを持つ。無属性だが水系のチップの攻撃を受けると少しの間固まる。自動翻訳システムでネットナビ同士での会話は一応成立している。ロックマンにデリートされたが、後に復活してロックマンを襲う。電脳砂漠に隠れ地中攻撃をしかけたがガッツマンに掘り出され無効化され、戦闘となりまたしてもデリートされた。
アネッタ
南の国からやってきた少女。「ネットワーク社会が自然を破壊する」とワイリーに騙され、自然を守るという名目でネット犯罪を行う。
プラントマンを病院の電脳に侵入させテトラコードの一つを奪った。持ちナビのプラントマンがアネッタ本人ではなくワイリーの命令で動いていることもあり、今作のWWWのメンバーで唯一「協力している」のではなく「利用されている」と言える。プラントマンの2度目のデリート後、消息は不明。
プラントマン
アネッタのネットナビだが、ワイリーの命令で言葉巧みにアネッタを騙している。ロックマンにデリートされた。後に復活してフレイムマンと共にロックマンを襲うがデリートされた。
火野 ケンイチ（ひの ケンイチ）
通称ヒノケン。火属性ナビの使い手で過去に放火罪を起こしている。WWWから足を洗い科学省で働いていると自称し、熱斗から信頼を寄せる行動をし騙して科学省を放火させた。のちに『4』で完全に改心するヒノケンだが、今作では熱斗を騙した上「お前のせいで科学省が燃えた」と嘲笑うなど冷酷で狡猾な性格が強調されており、熱斗も「ヒノケン！お前だけは絶対に許さない！」と激怒している。
フレイムマン
キャンデービル系のウイルスを参考に作られたヒノケンの3体目のネットナビ。意思表示はできるも無表情。自動翻訳システムでネットナビ同士での会話は一応成立している。凄まじい防御力でロックマンを苦しめるが突如現れたフォルテに一撃でデリートされた。決戦の際復活するがプラントマンと共にデリートされた。
ドリルマン
ワイリーによって造られた、電脳空間の破壊に特化した自律型ネットナビ。ワイリーの命令で団員たちが奪った「テトラコード」を使い、プロト奪回の任務を遂行する。頭のドリルで電脳空間に穴を開け、自由自在に移動することが可能。
バブルマンは彼の弟分でバブルマンを倒したロックマンを恨んでいる（実際にバブルマンを倒したのはブルース）。終盤の敵にしてはかなりHPが低い。科学省エリアに封印されていたプロトを奪いドリルにより裏インターネットに逃走するが、プロトを奪回しに来たロックマンと戦闘になる。ロックマンに倒され「バブルマン、俺もそっちに行くぜ」と遺し爆散。後に復活して連戦で消耗しているロックマンをトドメを刺そうとするがブルースに倒された。
プロト
今作の最終ボス。かつて暴走し封印されていた初期型インターネットの一部。ワイリーたちに科学省から盗まれる。ワイリーに解凍される際、各地に漏れ出した一部（プロトバグ）が世界中のネットワーク国の軍事コンピューターに侵入し軍事兵器を暴走させ混乱を引き起こした。
封印される際、光正によるプロト復活を防ぐための最終プロテクト「ガーディアン」が施されていたが、ワイリーに唆されたフォルテによって破壊され覚醒する。
プロトの内部にはプロトの影響を全く受けないエリアが存在し、過去の科学省の部屋を模した空間に光正の精神データが保存されていた。
再び電脳世界に混乱をもたらすもロックマンによってデリートされた。

### その他
コピーマン
ウラランクで3位にランクインしているネットナビ。「S」を探し求めランキングをあげてきたロックマンに興味を持ち、秋原スクエアの掲示板に書き込みを残してロックマンを呼び出し、部下であるウラランク4・5・6位のナビたちを使って力を図った後、ガッツマンのデータをコピーして戦闘を行った。一度見たナビの力を完全にコピーできる能力を持つと豪語し、ランカー三人をまとめて倒したガッツマンV3の力を持ってロックマンに挑むも敵わなかった。「S」についての情報とミストマン（またはボウルマン）の居場所のヒントを残したあと去って行った。
ミストマン
ランプの精のような姿をしたネットナビ。ウラランク2位の実力を持ち、ウラの王「S」の手掛かりを知る唯一の存在。10年前にSとの戦いに敗れている。ロックマンに敗北し「S」の情報を伝える。その後は好きな時に本人に話をかけることでネットバトルをすることができる（ボウルマンも同じ）。キングマンと同じくボスキャラ応募企画の準グランプリナビ。通常版のみ登場。
ボウルマン
ボウリングのようにボウルを投げて攻撃するナビ。BLACK版のみ登場。最初はロックマンを子ども扱いし見下していたが、敗れるとミストマン同様に彼を「S」と戦う資格があると判断し「S」の情報を伝える。ミストマンと同じくボスキャラ応募企画の準グランプリナビ。
帯広 シュン（おびひろ シュン）
『エグゼ2』の「ゴスペル」の首領だった少年。現在祐一朗にカウンセリングのようなものを受けている。ゴスペルの黒幕がワイリーだったことを祐一郎に自供した。
浦川 まもる（うらかわ まもる）
車いすに乗っている少年。「H.B.D.」という重度の心臓病を患っていたが手術により一命を取り留める。
コサック博士
フォルテを開発した科学者。実は元科学省の職員。
フォルテ
絶対的な力を求める自律型ネットナビ。人間に復讐するため、行動を起こした。『ロックマンエグゼ』でWWWの研究所を襲撃し「ドリームオーラ」のデータをコピーした過去がある。
過去にプロトが暴走した際、容疑者としてデリートされたとなっていたナビがフォルテである。その際に受けた傷が胸に残っている。
ワイリーに利用されてプロトに取り込まれるが、クリア後のストーリーで記憶喪失の状態で復活しバグの集合体の力を手にする。敗北後ロックマンに「オペレーターとの絆でナビは強くなれる」と説得されるが信じようとせず拒絶しながら撤退していく。撤退したことに対し熱斗とロックマンは「今度フォルテが電脳世界を荒らしてもまた戦って阻止する」と決心した。
ダークマン
暗殺を生業とする謎の多いネットナビ。「S」に戦いを挑もうとするが、「S」に、シークレットエリアに侵入するナビ10000体をデリートすることを戦いの条件にされ、以後シークレットエリアに立ち塞がり9634人目の標的としてロックマンをデリートしようとする。ロックマンにセレナードには勝てないと断言し爆散した。様々な属性を持つ攻撃を仕掛けてくる。
ヤマトマン
科学省直属のウイルスバスティング部隊長だったが、「S」に単身戦いを挑むも敗北、そのまま「S」の部下になったネットナビ。古風な喋り方が特徴で、電脳世界一の槍使いを自負している。正々堂々とした戦い方を好み、卑怯な戦法を好むダークマンとは仲が悪い。ロックマンに倒されセレナードへの忠誠を貫きながら爆散した。
セレナード
「S」と呼ばれる、相手の攻撃を跳ね返す能力を持つウラランク1位のネットナビ。かつてフォルテとも戦い、勝利している。ロックマンに敗れると、フォルテと思われるナビのことを伝え去った。『6』にも登場する予定だったが、容量の都合でボツになっている。

## バトルチップ
本作から、バトルチップに「スタンダードチップ」全部で200種類、「メガクラスチップ」全部で85枚、「ギガクラスチップ」全部で20枚という分類が行われ、色分けがなされるようになった。どの分類に属しているかによって、フォルダに入れられる最大枚数が異なる。

## ナビカスタマイザー
通称「ナビカス」。今までHPメモリとバスターUPを購入・入手・拾うことからしかロックマンをパワーアップできず、元に戻せなかったが（特にバスター能力）、今作から導入されたナビカスタマイザーシステムではプログラムを収集し、それをパズル感覚で組み込むことにより、自分だけのカスタマイズができる。ナビカスタマイザーで使われるプログラムは「ナビカスプログラム」と呼ばれ、現実世界や電脳世界で拾う・購入する、スタイルのレベルを上げることで入手が可能となっている。「拡張メモリ」でナビカスの組み込む範囲が広くなり、一部のプログラムパーツはセレクトを押したままボタンを入力すればパーツを圧縮できる。
プログラミングの過程は単純である。まず最小4×4〜最大5×5マスのマス目に合わせてパズルのピースのような形をしたナビカスプログラムを組み込んでいく。一通り組み込み終わったら「RUN」を選択してプログラムを読み込ませる。その時点でエラーが出なければ完了である。ただし、下記のルールが設定されており、それを破るとバグ（デメリット）が発生する。

### ルール
ナビカスプログラムには全く模様のない「プログラムパーツ」と十字の模様が入った「プラスパーツ」が存在する。そして、それぞれのナビカスプログラムには色がある。
1. プログラムパーツは、中央付近に横に二重線で表示されているコマンドラインの上に、少なくとも1パーツにつき1マスのせなければならない。
2. プラスパーツは、前述のコマンドラインの上にのせてはならない。
3. 同じ色のパーツを隣り合わせにおいてはならない。
4. 上部に表示された使用可能パーツ色以外の色のパーツを使ってはならない（初期状態で使用可能なパーツ色は白、黄、桃の3色である）。

1、2、3を破るとバグが発生し、移動中ないし戦闘中のロックマンに不具合が生じる。4を破るとエラーが発生し、RUNをしてもカスタマイズを完了できない。エラーは改造コードによって抑えられる。また、使用可能パーツ色はスタイルチェンジによって追加される。
追加される色の一覧
赤：ガッツスタイル、シャドースタイル
青：シールドスタイル、カスタムスタイル
緑：ブラザースタイル、グランドスタイル
灰：バグスタイル

### 改造コード
改造コードは、謎の外国人から購入できる「改造ツール」を入手すると使用できるようになる。なお、ここでいう改造コードとは、数値の変更による実際のゲームデータの改竄（かいざん）とは異なる。

#### エラーコード
ナビカスタマイザーをRUNした時のエラーには、その原因となったナビカスプログラムごとに固有のエラーコードが設定されている。エラーコードは「A1」、「B3」などのように基本的にアルファベットと数字1文字ずつで表される。例外的に、一部の特殊な色をしたナビカスプログラムが原因でエラーが発生した場合は、ロックマンが装備しているスタイルによってそのあとさらにC・G・Sのいずれかの文字が付記される（例：G2C、D2G）。
エラーコードそのものは、RUN時にエラーが発生した際、インフォメーション欄に「ERROR A1」のように表示される。エラー原因が複数ある場合には単に「ERROR」とだけ表示される。このままだとカスタマイズを完了できないため、通常はエラーの原因となっているプログラムを取り除くしかない。

#### 使用方法・効果
改造コードを使用すると、エラーコードに対応した特定の8桁の文字列を入力することで、エラーを1つだけ無視して強制的にRUNできる。改造ツールを入手していれば、RUN時にSELECTボタンを押すことでコード入力画面が表示される。コード入力に使用する文字は、アルファベットA - Zの26文字と特殊文字3文字である。正しいコードを入力して決定するとRUNが完了する。
これによって、例えば本来シールドスタイルとカスタムスタイルにしか組みこめない青色のプログラム「シールド」をガッツスタイルのロックマンに組み込んでシールドを使うことが可能になるなど、カスタマイズの自由度が広がる。
改造コードを使用して無視できるエラーは1つだけである、という点に注意しなければならない。すなわち、複数のナビカスプログラムが原因でエラーが起きていると（画面上では「ERROR」と表記される状態）、改造コードを使用してもRUNを完了できない。したがって、原因となっているプログラムを1つだけ残し、他は全て取り外した上でRUNを行い、改造コードを使うしかない。つまり、エラーコードが各ナビカスプログラムごとに固有に設定されている以上、もともとそのスタイルで使えない色のナビカスプログラムは、改造コードを使用しても1つまでしか組み込めない。

### エキストラコード
エキストラコードはエラーを抑えるためのものではなく、直接にロックマンの性能を向上させるコードである。使う手順は改造コードの場合とほぼ同様で、RUNが完了して「OK」と表示されている時にSELECTボタンを押し、特定のコードを打ち込むと効果を発揮する。ただし、エラーが一切発生していない時に限って使用できる。スーパーアーマーやリフレクト、HP+1000のようにナビカスプログラム1つ分と同様あるいはそれ以上の効果を持つ。しかし、使用すると強力な効果と引き換えにバグが発生するエキストラコードもある。エキストラコード入力によって生じるバグは、「カスタム画面で最初に選択できるチップの枚数が1枚減る」、「カスタム画面で最初に選択できるチップの枚数が2枚減る」、「歩いたパネルが毒パネルになる」のいずれかである。

## スタイルチェンジ
前作から登場したスタイルチェンジシステムに、グランドスタイル（BLACK版ではシャドースタイル）とバグスタイルという新たなスタイルが追加された。
ナビカスタマイザーの導入によって各スタイルの仕様が変更されており、元々持っている能力に加えて、スタイルのレベルが上がることで入手するナビカスプログラムを組み込むことにより、特殊効果が追加されるようになっている。また、所持できるスタイルの数は前作の2つまでから1つだけになった。
なお、『エグゼ2』において条件を満たすと発現し、4つのスタイルの特性を全て併せ持っていた「サイトスタイル」は、本作に登場しない（ただしナビカスのプログラムとしてその能力は得られる）。

### スタイル
各スタイルの下に書いてあるものは、スタイルのレベルが上がることによって入手するナビカスプログラム。今作ではナビカスがあるため、前作に比べて個々の能力は下がっている場合がある。
ガッツスタイル
特徴
- バスターの攻撃力が2倍になる。
- バスター連射で、のけぞり効果があるガッツマシンガンが発動する。
- 前作と異なり連射（RAPID）の値は下がらない。

発現条件：バスターとチャージショットを多用する。
入手できるプログラム
スーパーアーマー
攻撃を受けてものけぞらなくなる。そのため、攻撃を中断されることが無くなる。
ブレイクチャージ
チャージショットにブレイク効果（防御中の相手にもダメージ、置物破壊効果）が付加される。
ブレイクバスター
バスターにブレイク効果が付加される。

カスタムスタイル
特徴
- カスタム画面で選べるチップの枚数が1枚増加。
- 特定のウイルスをナビチップもバスター（ため撃ち）も使わずにバスティングレベルSで倒すと特殊なチップが入手できる。

発現条件：バトルチップを連続で選択して戦う。ADDを多用する。
入手できるプログラム
カスタム1
カスタム画面で選択できるチップの枚数を1枚増やす。
カスタム2
カスタム画面で選択できるチップの枚数を2枚増やす。

ブラザースタイル
特徴
- フォルダに入れられるメガチップの枚数が1枚増加。
- ナビ戦においてデリートタイムが20秒以内で、かつバスティングレベルSで倒すと特殊チップ（V4）が入手できる。

発現条件：ナビチップを多用する。
入手できるプログラム
メガフォルダ1
フォルダに入れられるメガチップの枚数を1枚増やす。
メガフォルダ2
フォルダに入れられるメガチップの枚数を2枚増やす。

シールドスタイル
特徴
- バトル開始直後からバリアが標準装備される。
- プログラムを利用してタイミングよく攻撃を防ぐとHPが10%回復。

発現条件：防御、回復系チップを多用する。敵の攻撃を避ける比率が高い。
入手できるプログラム
ブロック
B＋←で防御できるようになり、受けるダメージを半減させる。ブレイク攻撃も威力半減。
シールド
B＋←で攻撃を無効化するシールドを出せるようになる。ブレイク攻撃には無効。
リフレクト
B＋←で敵の攻撃を前方に反射（攻撃力100）するシールドを出せるようになる。ブレイク攻撃には無効。

グランドスタイル
特徴
- チャージショットにパネルひび割れ効果が付加される（ヒートバーナーは攻撃が通った場所全てに効果がある）。

発現条件：地形変化系チップを多用する。
入手できるプログラム
セットグリーン
戦闘開始時、ノーマルパネルをクサムラパネルに置換する。
セットアイス
戦闘開始時、ノーマルパネルをアイスパネルに置換する。
セットマグマ
戦闘開始時、ノーマルパネルをマグマパネルに置換する。
セットホーリー
戦闘開始時、自陣のノーマルパネルをホーリーパネルに置換する。

バグスタイル
特徴
- 下記の自分に有利なバグから2つと不利なバグから1つがランダムで発生する。
有利なバグ
バリア100標準装備、戦闘開始から10秒間無敵状態、カスタム画面で選べるチップ枚数が10枚、バスターの性能最大
不利なバグ
戦闘中かカスタム画面で徐々にHP減少、上下いずれかに勝手に動き続ける、3分の1の確率でバスターが空撃ち。

発現条件：バグを発生させた状態で戦い続ける。
入手できるプログラム
バグストッパー
ナビカスで発生したバグを抑える。バグスタイルのバグは抑えられない。
ダークライセンス
闇のチップをダークホール無しで使用できるようになる。

### 属性
スタイルに付加される属性は、前作と変わらず四属性である。弱点の属性攻撃を受けると、通常の2倍のダメージを受けてしまう。
ヒート
炎属性。マグマパネルの上に乗ってもダメージを受けない。水属性に弱い。
溜め撃ち：ヒートバーナー（炎属性。横3マスを炎で攻撃）
アクア
水属性。アイスパネルの上に乗っても滑らない。雷属性に弱い。
溜め撃ち：アクアショット（水属性。前方の敵とその後ろ1マスを攻撃）
エレキ
電気属性。木属性に弱い。
溜め撃ち：ラビリング（電気属性。電気の輪を前方に発射し、当たった敵を麻痺させる）
ウッド
木属性。クサムラパネルの上に乗ると徐々にHPが回復。炎属性に弱い。
溜め撃ち：コガラシ（木属性。2マス前に竜巻を発生させる）

## 特殊パネル
前作から登場した特殊パネルに新たなパネルが追加された。
メタルパネル
ここにパネル破壊効果のあるバトルチップを当てても壊れない。それ以外はノーマルパネルと変わらない。
サンドパネル
移動速度が遅くなる。バトルチップ、トップウかスイコミを使うと風に乗って砂が飛び、敵に当たるとダメージ。砂が飛ぶとノーマルパネルに戻る。この上ではバトルチップ、トルネード系（ウッドスタイルのコガラシもこれに該当）の攻撃回数が2倍になる。また、一部のウイルスの攻撃を封じる。
その他の特殊パネルについては前作の特殊パネルの項目を参照。ただし、前作にあったマグネットパネルは本作にはない。

## 隠し要素
特定の条件を満たすとタイトル画面で「つづきから」の横に☆がつく。最終コマンドを使い全部で7つで括弧内は☆の色。
1. シナリオをクリアする（黄色）
2. フォルテGSを倒す（黄緑）
3. スタンダードチップを全て揃える（青）
4. タイムアタックの記録を全て更新する（水色）
5. メガクラスチップを全て揃える（紫）
6. ボスSPを全て倒す（橙）
7. プログラムアドバンスを全て埋める（赤）

全ての☆がつくと最終ボス「プロト」から「プロトSP」に変わる。

## バトルネットワーク ロックマンエグゼ3 BLACK
『バトルネットワーク ロックマンエグゼ3 BLACK』（バトルネットワーク ロックマンエグゼスリー ブラック）は、2003年3月28日にカプコンから発売されたゲームボーイアドバンス専用のデータアクションRPGである。
本作は、2002年12月6日に発売された『バトルネットワーク ロックマンエグゼ3』（以下『エグゼ3』）の3ヵ月後に発売された別バージョンのゲームソフトである。本作が出たことによって通常版の『エグゼ3』はブラックに対して「ホワイト」と区別されるようになった。ゲームストーリーは通常版と同じである。
『エグゼ3』が発売される際、2バージョン発売とは明示されておらず、『エグゼ3』の発売後しばらくしてから『月刊コロコロコミック』などのホビー雑誌で『エグゼ3 BLACK』の存在が突然発表され、発売された。時期をずらした発売形態としては『ロックマンエグゼ5』も同様であるが、こちらは2バージョン発売であることと、「チームオブブルース」バージョンを出した3ヵ月後に「チームオブカーネル」バージョンを発売することを予告していた。

### 相違点

#### バトルチップ
- 入手できるスタンダードチップのチップコードが違う。
  - 例：ホワイト版ではウイルスを倒すと「キャノンA，B，C」が手に入ったが、ブラック版では「キャノンC，D，E」が入手できる。
- 全てのギガチップがホワイト版と異なる。ホワイト版で入手するチップに代わって入手する（入手方法は同様）。
  - （左がホワイト版、右がブラック版）
  - ナビリサイクル ⇔ フォルダリターン
  - フォルテ ⇔ フォルテアナザー
  - セレナード ⇔ ダークネスオーラ
  - リョウセイバイ ⇔ デルタレイエッジ
  - プロトアームΣ ⇔ プロトアームΩ

#### スタイル
ホワイト版でのグランドスタイルの代わりに、ブラック版ではシャドースタイルが発現する。その他のスタイルは通常通り発現する。
シャドースタイル
スタイルの属性に関係なく、チャージショットがショートインビジブルになる。使用するとごく短時間の無敵効果が得られ、約1秒間持続する（ナビカスに「ウェポンLV+1」を組み込めばスタイルの属性ごとのチャージショットになる）。
発現条件：無敵系チップを多用する。
入手できるナビカスプログラム
シャドーシューズ
ヒビパネルの上に乗っても穴が開かなくなる。砂パネルの影響を受けない。
フロートシューズ
シャドーシューズの効果に加え、マグマ・氷パネルの影響を受けない。
カワリミマジック
B+  でカワリミができるようになる。カワリミ中に攻撃を受けると手裏剣を投げて反撃。

#### その他
ボウルマンの存在
ホワイト版のナビ、ミストマンに代わり、ボウルマンと対戦できる。ナビチップもボウルマンが入手可能である。しかし、ミストマンのチップを本作単体では入手できなくなっている。
名人の存在
ホワイト版では名人見習いがいた所に名人がいて、話しかけると名人のナビ「パンク」と対戦できる。ただし、勝ってもゼニーしかもらえない。パンクのチップは以前大会などで配信されていた。
デザイン
熱斗の部屋に飾ってある物やデザインが変わっている。PETのメニュー画面の色が青からグレーになっている。現実世界で画面右上に表示されるロックマンの顔の向きが横向きになっている。そのほかにも置いてある物が一部変更されている場所がある。